# Skizofan
 (mai 2025).
Il peut être nécessaire de l'améliorer pour respecter le principe de neutralité de point de vue. Veuillez consulter la page de discussion pour plus de détails.

 (mai 2025).
 (mai 2025).
La mise en forme du texte ne suit pas les recommandations de Wikipédia : il faut le « wikifier ».
Les points d'amélioration suivants sont les cas les plus fréquents. Le détail des points à revoir est peut-être précisé sur la page de discussion.
- Les titres sont pré-formatés par le logiciel. Ils ne sont ni en capitales, ni en gras.
- Le texte ne doit pas être écrit en capitales (les noms de famille non plus), ni en gras, ni en italique, ni en « petit »…
- Le gras n'est utilisé que pour surligner le titre de l'article dans l'introduction, une seule fois.
- L'italique est rarement utilisé : mots en langue étrangère, titres d'œuvres, noms de bateaux, etc.
- Les citations ne sont pas en italique mais en corps de texte normal. Elles sont entourées par des guillemets français : « et ».
- Les listes à puces sont à éviter, des paragraphes rédigés étant largement préférés. Les tableaux sont à réserver à la présentation de données structurées (résultats, etc.).
- Les appels de note de bas de page (petits chiffres en exposant, introduits par l'outil «  Source ») sont à placer entre la fin de phrase et le point final[comme ça].
- Les liens internes (vers d'autres articles de Wikipédia) sont à choisir avec parcimonie. Créez des liens vers des articles approfondissant le sujet. Les termes génériques sans rapport avec le sujet sont à éviter, ainsi que les répétitions de liens vers un même terme.
- Les liens externes sont à placer uniquement dans une section « Liens externes », à la fin de l'article. Ces liens sont à choisir avec parcimonie suivant les règles définies. Si un lien sert de source à l'article, son insertion dans le texte est à faire par les notes de bas de page.
- La présentation des références doit suivre les conventions bibliographiques. Il est recommandé d'utiliser les modèles {{Ouvrage}}, {{Chapitre}}, {{Article}}, {{Lien web}} et/ou {{Bibliographie}}. Le mode d'édition visuel peut mettre en forme automatiquement les références.
- Insérer une infobox (cadre d'informations à droite) n'est pas obligatoire pour parachever la mise en page.

Pour une aide détaillée, merci de consulter Aide:Wikification.
Si vous pensez que ces points ont été résolus, vous pouvez retirer ce bandeau et améliorer la mise en forme d'un autre article.
Skizofan, de son vrai nom Fanio Guillaume, né en 1985 à l’île Rodrigues, est un artiste multidisciplinaire autodidacte mauricien. Il s'illustre notamment dans les domaines de la peinture, de la poésie et du slam.

## Biographie

### Premiers pas et écriture
Issu d’un parcours atypique, Skizofan quitte l’école très tôt et développe de manière autodidacte une passion pour l’écriture et les mots. Il se fait d’abord remarquer dans le milieu du slam et de la poésie à Maurice, remportant plusieurs concours locaux. Il participe aux championnats du monde de slam à Paris (2014) puis à Abidjan (2017), représentant l’île Maurice sur la scène internationale. Il collabore également avec le chanteur mauricien Zulu, apportant sa voix à plusieurs titres,,,.

### Pratique artistique et peinture
En 2019, il se tourne vers la peinture, une pratique qui prend de l’ampleur durant les confinements liés à la pandémie du COVID-19, période durant laquelle les artistes ne peuvent plus se produire sur scène. Ses œuvres mêlent expression picturale et poésie, les mots s’intégrant à la texture même de ses toiles.
Installé à La Bactory, un atelier collectif d’artistes situé à Rose-Hill, il y côtoie notamment les artistes Gaël Froget et Evan Sohun. Ses premières expositions ont lieu à l’île Maurice, puis à l’étranger, notamment en Belgique,,,,,.

### Expositions et reconnaissance

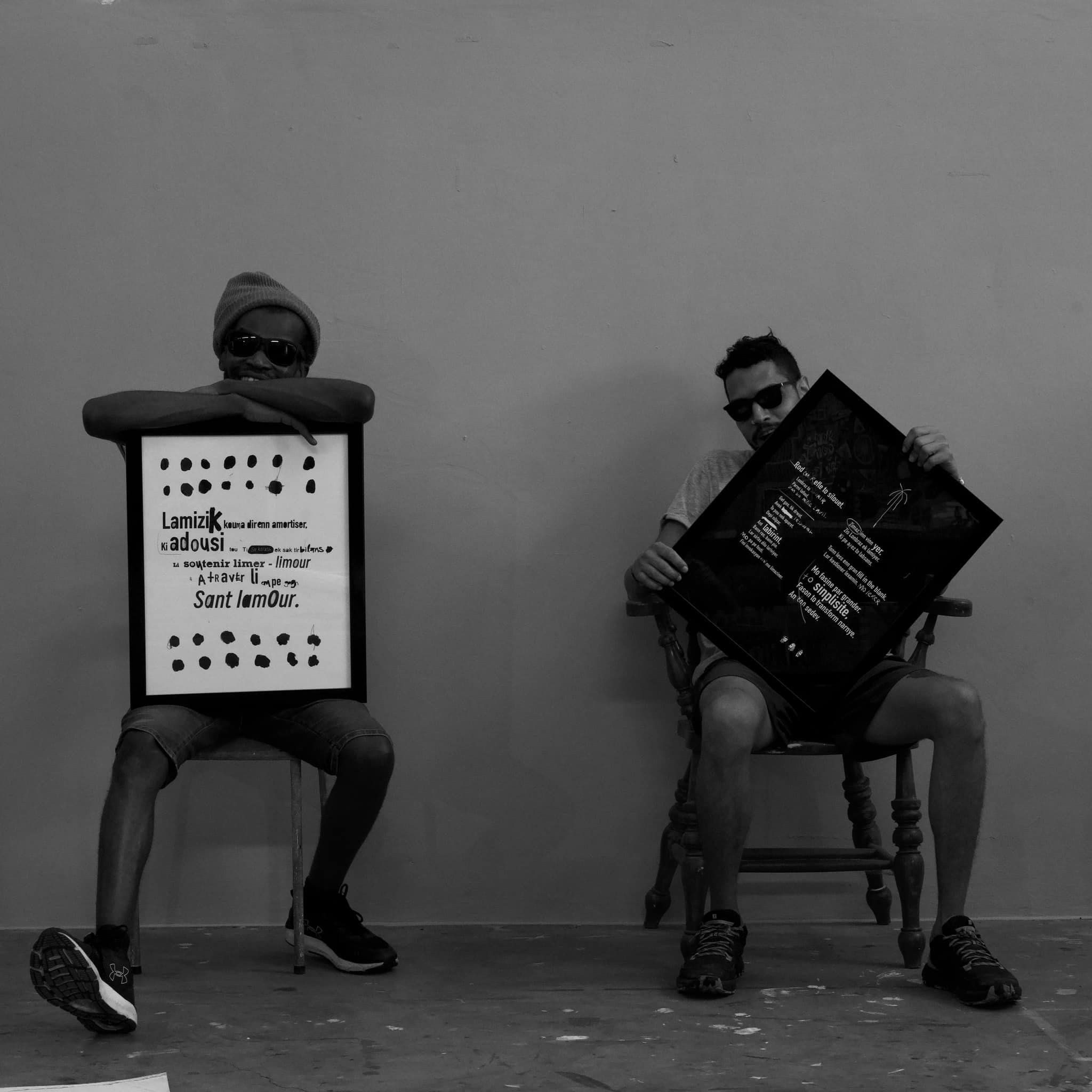
Skizofan et Gaël Froget à la Bactory

En 2023, il participe à plusieurs expositions collectives en Belgique dans différentes galeries, notamment Grand Opening, Achtung et Summer Collective. Il est également présent aux Affordable Art Fair de Hambourg (Allemagne) et Amsterdam (Pays-Bas).
En novembre 2023, il coorganise avec Gaël Froget l’exposition L’Atelie, fruit de leur collaboration continue au sein de La Bactory,.
En 2024, il est invité à exposer au salon Lille Art Up en France.

## Activités complémentaires
Outre la peinture, Skizofan continue de pratiquer l’écriture poétique, le slam et la performance orale, intégrant souvent ses textes dans ses installations et performances visuelles.